# ドラえもん・ヨーロッパ鉄道の旅
『藤子不二雄スペシャル ドラえもん・ヨーロッパ鉄道の旅』（ふじこふじおスペシャル ドラえもん・ヨーロッパてつどうのたび）は、1983年10月18日にテレビ朝日で放映された、アニメと実写の合成による『ドラえもん』（アニメ第2作第1期）の特別番組である。テレビ朝日開局25周年特別番組として制作された。

## 概要
作者の藤子不二雄の2人（藤本弘〈後の藤子・F・不二雄〉と安孫子素雄〈後の藤子不二雄A〉）が実写（一部アニメ）で登場し、ヨーロッパ各地の鉄道を取材旅行する。実写画面にアニメで合成されたドラえもんとのび太が、作者たちに気づかれないようにしながら追いかけて一緒に回るというもの。
しゃべるひみつ道具「なんでもナレーター」が登場し、鉄道や街に関する大部分の詳細な解説を担当した。声の担当は野沢雅子。
TGVがオレンジの車体であったり、今は無きTEEなど、1980年代初頭の貴重な鉄道映像が見られる。
実写とアニメの合成は「ドラビジョン」と呼ばれた。放送当時この番組が実写とアニメの合成番組ではテレビ史上初と宣伝されたが、日本では1965年の「宇宙人ピピ」や1967年の「コメットさん」（第1作）など複数の例がすでにある。
なお、アニメ部分はシリーズ初のCGを導入し、当時としてもあまり例のなかったデジタル彩色が行われた。
番組最後には「ドラえもん、忍者ハットリくん、パーマン カレンダー、お年玉袋と（服の）ボタン付き」の募集が行われた。
1983年の本放送後は1985年にも再放送が行われた。メディア販売はされていない。

## 放送時間
- 火曜19:00 - 20:51（JST）
  - 19:00の『フクちゃん』と19:30の『愛してナイト』は休止、20:00の『新伍の笑エティ教室』は既に終了していた[注釈 4]。

## あらすじ
スネ夫の家に遊びに行ったのび太は、スネ夫からフランスの最新高速列車TGVの鉄道模型を自慢される。のび太は家に帰り、悔し紛れにドラえもんに鉄道模型を出してくれと相談するが、ドラえもんは相手にしない。そこでのび太は藤子スタジオに電話をかけ、藤子不二雄の2人に「ぼくがヨーロッパの鉄道模型を買ってもらえる話を大至急作って下さい」とお願いする。藤本弘は困りはてるが、安孫子素雄は「作者が登場人物を甘やかしてどうするんだい。のび太くん、僕たちヨーロッパ旅行の準備で忙しいんだ」と突っぱねる。結局のび太は苦心して自分で模型を作るが、ジャイアンとしずかに見せようとしたところスネ夫に邪魔され、タケコプターで持ち上げたところをうっかり落としてあっさり壊れてしまう。のび太の努力を見たドラえもんは協力することにし、なんでも模型にする「オールメーカー」と、遠隔地の画像を見られる「千里眼」を出して、それをヨーロッパ旅行へ行く藤子のカメラにくっつけることを提案する。
のび太は改めて藤子スタジオに電話をかけるが、藤子は出かけた後だった。そこで行き先を聞き出し、「どこでもドア」でヨーク鉄道博物館（イギリス国立鉄道博物館）に先回りする。ドラえもんは「なんでもナレーター」を出し、旅先の解説をまかせる。ところがヨークについたものの、時差のせいで2人が博物館の車内のシートで寝ている間に、藤子が通り過ぎてしまう。「おくれカメラ」で藤子の到着を知った2人は、「風船ジェット」で次の目的地アムステルダムへ向かう。
スキポール空港やアムステルダム市内で藤子とすれ違う2人だが、なかなか捕まえられない。その間に藤子は修学旅行中のブリュッセル日本人学校の児童たちと偶然すれ違ったり、市場で大きな野菜を見て驚いたりする。また近郊へも足を伸ばし、マドローダムのミニチュアの街並や、ザーンセスカンスの風車村を見物する。なおこの途中、ドラえもんとのび太は何度か日本人の「ビックリ男」に目撃されている。
藤子はアムステルダム中央駅からヨーロッパ国際特急（TEE）エトワール・デュ・ノール（北極星）号に乗り込み、ベルギーを経由してパリを目指す（当時は共通通貨ユーロが無かったため、車内両替も見られる）。
パリ市内についた藤子を追って、ドラえもんとのび太も「透明マント」で身を隠し、ルーブル美術館、セーヌ川、エッフェル塔など市内のあちこちを飛び回りながら後を追う。凱旋門の上に登った藤子をようやく捕まえて、ドラえもんは藤子のカメラに千里眼を貼付ける。その時のび太は、フランス人の少女ビビちゃん（日本語のアテレコが被さり、声は横沢啓子。ビビは一般的なフランス人女性名ヴィルジニーVirginieの愛称。クレジットでは英語読みのヴァージニアとされている）に一目惚れする。
「どこでもドア」で自分の家に帰って来た2人だが、のび太はビビちゃんに夢中。しかし藤子はあっさりビビちゃんと別れてしまったため、のび太はふてくされて昼寝してしまう。一方藤子はTGVに乗ってスイスへ向かう。ジュネーヴで列車を乗り換え、ベルナー・オーバーラントのユングフラウ鉄道でアルプス登山列車旅行を楽しむ。その間ふてくされていたのび太だったが、藤子がアルプスの頂上ユングフラウヨッホ駅でパリのビビちゃんとばったり再会するのを見て、飛び起きて喜び画面にかじりつく。
するとそこへ未来からセワシがやって来て、「千里眼はオーバーヒートして爆発する」と警告する。ドラえもんとのび太は大至急「どこでもドア」でユングフラウへ向かう。一方藤子はビビちゃんとカフェで一服しているが、席を立つ時に間違って千里眼のついたカメラと同じ型のビビちゃんのカメラを取り違えて持って行ってしまう。ドラえもんとのび太はまたもや透明マントで藤子に近づきカメラを奪うが、千里眼はついていなかった。記憶を辿り、ビビちゃんのカメラが藤子のものにそっくりだったと思い出す。ブリエンツ・ロートホルン鉄道に乗った藤子とビビちゃんを追いかけて、ドラえもんは「手に取り望遠鏡」でビビちゃんのカメラを奪い、千里眼を取り外す。ビビちゃんはカメラが無くなったと思いしょげるが、ブリエンツ湖の遊覧船で藤子がビビちゃんを慰めているうちに、再びカメラは透明マントで消えたのび太によって手元に戻って来る。
旅の最後はローザンヌ駅からヴェネツィア行きのオリエント急行に乗ったビビちゃんを藤子が見送り、透明マントで消えたのび太もそっと手を振る。ジュネーヴからTGVでパリへ帰る藤子にドラえもんはちょっといたずらして「窓景色切替え機」で車窓を新幹線から見た富士山に変えるが、藤子は二人とも寝ていて気づかない。それでも後で「TGVの窓から富士山が見えたよ」「僕も」と笑いながら話していた。
旅を終えて家へ帰ったドラえもんとのび太は「オールメーカー」に全ての写真を放り込むが、出来上がったプラモデルはSLの煙突がついたTGVや様々な車両、ジェット機までまざった正体不明の模型であった。空き地でそれを見たスネ夫とジャイアンは呆れるが、しずかの「とっても素敵よ」の声を受けて、模型は夕空へと飛んで行った。

## 備考
アムステルダム発パリ行TEEエトワール・デュ・ノール号で藤子が食べているのは、なんでもナレーターの解説によると「フランス料理のフルコース」とされている。藤本はウサギ肉を食べているが、ベジタリアンである安孫子が食べている白アスパラガスはベルギー料理である。
パリ発ジュネーヴ行TGVの車窓からはディジョン付近のマスタード畑、ジュネーヴ手前のスイス・フランス国境付近からのモンブランとジュラ山脈のクレ・ドゥ・ラ・ネージュ峰の眺めが映る。その際なんでもナレーターが「これがスイスアルプスなのです！」と解説しているが、実はどちらもフランス領の山であり、またジュラ山脈はアルプス山脈には含まれない。
大人のフランス語話者（フランス人またはスイス人）の女性が2度登場する。1度目はユングフラウヨッホ駅の展望台で Pardon, Monsieur. Vous connaissez la chaîne des montagnes qui est par là ? 「すみません。向こうに見える山脈をご存知ですか？」と聞かれている。藤子は2人とも「全然分かんない」と言って去ってしまう。2度目はブリエンツ・ロートホルン鉄道の客席に藤子が座るなり Ah, comment allez-vous ? On s'est déjà vu ce matin ... 「まあ、お元気ですか？今朝会いましたよね。」（安孫子）「待ってよお母さん、僕達全然分かんないよ」 ... Vous êtes d'accord ? On, s'est, déjà, vu ! Vous vous souvenez pas ? 「そうでしょう、会、い、ま、し、た、よね？覚えていませんか？（何度か繰り返し）」と一方的に話しかけ、偶然を装っているが明らかに演技している。

## 登場する街、施設、鉄道
- イギリス
  - ヨーク
    - ヨーク鉄道博物館（イギリス国立鉄道博物館）
    - フライング・スコッツマン
- オランダ
  - スキポール空港
    - 犬の鼻電車（オランダ鉄道#主な車両 Mat '64型を参照）

  - アムステルダム
    - アムステルダム中央駅
    - トラム (アムステルダム)
    - TEE（ヨーロッパ大陸国際特急列車）エトワール・デュ・ノール号 Étoile du Nord - 当時はタリスがまだ開通していなかった。

  - マドローダム - ミニチュアの街並
  - ザーンセスカンス - 風車村
    - ホールン・メディムブリック鉄道
- ベルギー - 通過のみ。車窓や運転席からの様子、ブリュッセルでの車両増結が映る。
- フランス
  - パリ
    - パリ北駅
    - セーヌ川
    - ルーブル美術館
    - コンコルド広場
    - エッフェル塔
    - シャンゼリゼ通り
    - 凱旋門
    - アレクサンドル3世橋
    - パリ・リヨン駅
    - TGV - 作中ではフランス語読みの「テジェヴェ」ではなく、英語読みの「ティージーブイ」と発音している。
- スイス
  - ジュネーヴ
  - ベルナー・オーバーラント
    - インターラーケン
    - グリンデルヴァルト
    - ベルナーオーバーラント鉄道
    - アイガー
    - ヴェンゲルンアルプ鉄道
    - クライネ・シャイデック駅
    - ユングフラウ鉄道
    - ユングフラウ
    - アイガークラッシャー駅
    - アイスメール駅
    - ユングフラウヨッホ駅
    - ブリエンツ・ロートホルン鉄道
    - ブリエンツ湖

  - ローザンヌ
    - オリエント急行

## キャスト

### 出演
- 藤子不二雄
  - 藤本弘（藤子・F・不二雄）
  - 安孫子素雄（藤子不二雄A）
- ビックリ男 - M.カワモト
- 少女 - ヴァージニア・バージョレ

### 声の出演
- ドラえもん - 大山のぶ代
- のび太 - 小原乃梨子
- スネ夫 - 肝付兼太
- ジャイアン - たてかべ和也
- しずか - 野村道子
- なんでもナレーター - 野沢雅子
- セワシ - 太田淑子
- マネージャー - 高木早苗
- 少女 - 横沢啓子

## スタッフ
- 脚本 - 辻真先
- カメラ - 石川清一
- カラー調整 - 菅野愛
- 照明 - 木川豊、原昇
- 音声 - 長谷川茂
- 音響効果 - 佐藤僖純
- 音響スタッフ - Toto Top Sound
- ステージ - 南正時
- アニメーションスタッフ
  - 作画監督 - 中村英一
  - 録音監督 - 大熊昭
  - 演出助手 - 原恵一
  - 制作担当 - 田村正司、山田俊秀
  - 原画 - 池ノ谷安夫、小林正義
  - 動画 - 原佳寿美、力石裕子、田口陽子
  - 色指定 - 野中幸子
  - 動画演出 - もとひら了
  - ビデオ・アニメーション ドラビジョン - 横山眞之助、TEAビデオセンター
- 企画協力 - 東文
- 技術協力 - 東通、APUスタジオ
- 制作指揮 - 藤子スタジオ、KANOX
- ロケーションコーディネーター - GIPO PARIS、小林良雄、ウォルター・シェファー、安藤多旗恵
- ロケーション協力 - 英国政府観光庁、スイス政府観光局、アムステルダム観光局、ヨーク国立鉄道博物館、ベルギー国有鉄道
- 協力 - KLMオランダ航空
- プロデューサー - 菅野哲夫（テレビ朝日）、荻野弘（旭通信社）、別紙壮一（シンエイ動画）
- 制作 - テレビ朝日、シンエイ動画

クレジットに含まれていないが、音楽はテレビアニメ版第2作本編同様菊池俊輔が担当。またスイスのヨーデルなど、従来の『ドラえもん』で使用されている劇伴以外の音楽も要所ごとで使われている。